# Fat Wreck Chords
Fat Wreck Chords е независима звукозаписна компания в Сан Франциско, щата Калифорния. САЩ.
Занимава се предимно с пънк-рок групи. Тя е създадена от Fat Mike, вокалист на пънк-групата NOFX, и жена му Ерин през 1990 г.
Интересно в компанията е, че подписва договори с групите винаги само за 1 албум, което им дава възможност да правят договори и с други компании или да създават собствено продуцирани албуми без намесата на Fat Wreck Chords.

## Издавани групи
- Against Me!
- Anti-Flag
- The Ataris
- Avail
- Bad Astronaut
- Bracket
- Chixdiggit
- Consumed
- Dead To Me
- The Descendents
- The Dickies
- Diesel Boy
- Dillinger Four
- 88 Fingers Louie
- The Epoxies
- Face to Face
- The Fight
- Frenzal Rhomb
- Goober Patrol
- Good Riddance
- Guns n' Wankers
- Hi-Standard
- Lagwagon
- The Lawrence Arms
- Less Than Jake
- The Loved Ones
- Love Equals Death
- Mad Caddies
- Me First and the Gimme Gimmes
- MxPx
- NOFX
- None More Black
- No Use for a Name
- Only Crime
- Propagandhi
- Rancid
- Randy
- The Real McKenzies
- Rise Against
- The Sainte Catherines
- Screeching Weasel
- Screw 32
- Sick of it All
- Smoke or Fire
- Snuff
- The Soviettes
- Strike Anywhere
- Strung Out
- The Subhumans
- Swingin' Utters
- Tilt
- Western Addiction
- Zero Down